# Alfabeto nórdico unificado
El Alfabeto Unificado del Norte (ANU) (en ruso: Единый северный алфавит) era un conjunto de variantes del alfabeto latino creados durante la latinización en la Unión Soviética para las lenguas "pequeñas" del norte de Rusia y utilizado durante unos cinco años durante la década de 1930.
El trabajo sistemático sobre el desarrollo de la escritura en las lenguas de los pueblos del Norte comenzó en 1926, cuando se fundó la Facultad Nórdica (conocida como Instituto de los Pueblos del Norte desde 1930, IPN) del Instituto Oriental de Leningrado.
Inicialmente se prepararon alfabetos para el Chukchi, Even, Evenki, Gilyak, Itelmen, Ket, Koryak, Mansi, Nanai, Nenets, Saami, Selkup, Yupik siberiano y Udihe.

## Letras
| A | B | C | Ꞓ | D | Ʒ | Ɜ | E | Ə | Æ | F | G | H | Ꜧ | I | Ь | J | K | L | Ł | M | N | Ŋ | O | Ɵ | P | Q | R | Ɍ | S | Ꞩ | T | U | V | W | X | Y | Z | Ƶ |
| a | ʙ | c | ꞓ | d | ᴣ | ɜ | e | ə | æ | f | g | h | ꜧ | i | ь | j | k | l | ł | m | n | ŋ | o | ɵ | p | q | r | ɍ | s | ꞩ | t | u | v | w | x | y | z | ƶ |

## Letras en diferentes idiomas
La cola descendente o gancho que aparece debajo de algunas letras puede parecer una cedilla,  coma,  ogonek o una serifa extendida, según el tipo de letra.
| 1   | Kola Saami | Nenets  | Selkup  | Mansi   | Khanty  | Evenki  | Even    | Nanai   | Udihe   | Itelmen | Chukchi | Koryak  | Yupik   | Aleut   | Ket     | Gilyak        |
| --- | ---------- | ------- | ------- | ------- | ------- | ------- | ------- | ------- | ------- | ------- | ------- | ------- | ------- | ------- | ------- | ------------- |
| A a | A a        | A a Ā ā | A a Ā ā | A a     | A a     | A a Ā ā | A a Ā ā | A a Ā ā | A a Ā ā | A a     | A a Ā ā | A a     | A a     | A a     | A a     | A a           |
| B ʙ | B ʙ B̦ ʙ̦    | B ʙ B̦ ʙ̦ | B ʙ     | —       | —       | B b     | B ʙ     | B ʙ     | B ʙ     | B ʙ B̦ ʙ̦ | —       | —       | B ʙ B̦ ʙ̦ | B ʙ     | B ʙ     | B ʙ           |
| C c | C c C̦ c̦    | C c Ç ç | —       | —       | —       | —       | —       | —       | —       | C c Ç ç | —       | —       | C c     | C c     | —       | —             |
| Ꞓ ꞓ | Ꞓ̦ ꞓ̦        | —       | Ꞓ ꞓ     | —       | Ꞓ ꞓ     | Ꞓ ꞓ     | Ꞓ ꞓ     | Ꞓ ꞓ     | Ꞓ ꞓ     | —       | Ꞓ ꞓ     | Ꞓ ꞓ     | —       | —       | —       | Ꞓ ꞓ           |
| D d | D d D̦ d̦    | D d D̦ d̦ | D d     | —       | —       | D d     | D d     | D d     | D d     | D d D̦ d̦ | D d     | —       | D d     | D d     | D d     | D d D̦ d̦       |
| Ʒ ʒ | Ʒ̒ ʒ̒        | —       | —       | —       | —       | Ʒ ʒ     | Ʒ ʒ     | Ʒ ʒ     | Ʒ ʒ     | —       | —       | —       | —       | Ʒ ʒ     | —       | —             |
| Ɜ ɜ | Ɜ ɜ Ɜ̦ ɜ̦    | —       | —       | —       | —       | —       | —       | —       | —       | —       | —       | —       | —       | —       | —       | —             |
| E e | E e        | E e Ē ē | E e     | E e     | E e     | E e     | E e     | E e     | E e Ē ē | E e     | E e Ē ē | E e     | E e     | E e     | E e     | E e           |
| Ə ə | Ə ə        | Ə ə Ə̄ ə̄ | Ə ə     | —       | Ə ə     | Ə ə Ə̄ ə̄ | Ə ə Ə̄ ə̄ | Ə ə Ə̄ ə̄ | Ə ə Ə̄ ə̄ | Ə ə     | Ə ə Ə̄ ə̄ | Ə ə     | Ə ə     | Ə ə     | Ə ə     | Ə ə           |
| Æ æ | Æ æ        | —       | Æ æ     | —       | —       | —       | —       | —       | Æ æ     | —       | —       | —       | —       | —       | Æ æ     | —             |
| F f | F f F̦ f̦    | —       | —       | —       | —       | —       | —       | —       | F f     | F f     | —       | —       | F f     | F f     | —       | F f           |
| G g | G g Ģ ģ    | G g     | G g     | G g     | —       | G g     | G g     | G g     | G g     | G g Ģ ģ | G g     | G g     | G g     | G g     | G g     | G g           |
| H h | H h H̦ h̦    | H h     | —       | H h     | H h     | H h     | H h     | H h     | H h     | H h     | —       | —       | H h     | H h     | H h     | H h           |
| Ꜧ ꜧ | —          | Ꜧ ꜧ     | —       | Ꜧ ꜧ     | Ꜧ ꜧ     | —       | —       | —       | —       | —       | —       | —       | —       | —       | Ꜧ ꜧ     | Ꜧ ꜧ           |
| I i | I i        | I i Ī ī | I i     | I i     | I i     | I i     | I i     | I i Ī ī | I i Ī ī | I i     | I i Ī ī | I i     | I i     | I i     | I i     | I i           |
| Ь ь | Ь ь        | Ь ь Ь̄ ь̄ | Ь ь     | Ь ь     | Ь ь     | —       | —       | —       | —       | Ь ь     | Ь ь Ь̄ ь̄ | Ь ь     | Ь ь     | Ь ь     | Ь ь     | —             |
| J j | J j        | J j     | J j     | J j     | J j     | J j     | J j     | J j     | J j     | J j     | J j     | J j     | J j     | J j     | J j     | J j           |
| K k | K k Ķ ķ    | K k     | K k     | K k     | K k     | K k     | K k     | K k     | K k     | K k Ķ ķ | K k     | K k     | K k     | K k     | K k     | K k K' k'     |
| L l | L l Ļ ļ    | L l Ļ ļ | L l Ļ ļ | L l Ļ ļ | L l Ļ ļ | L l     | L l     | L l     | L l     | L l Ļ ļ | L l     | L l Ļ ļ | L l Ļ ļ | L l Ļ ļ | L l Ļ ļ | L l           |
| Ł ł | —          | —       | —       | —       | Ł ł Ł̦ ł̦ |         | —       | —       | —       | —       | Ł ł     | —       | —       | Ł ł     | Ł ł     | —             |
| M m | M m M̦ m̦    | M m M̦ m̦ | M m     | M m     | M m     | M m     | M m     | M m     | M m     | M m M̦ m̦ | M m     | M m     | M m     | M m     | M m     | M m           |
| N n | N n Ņ ņ    | N n Ņ ņ | N n Ņ ņ | N n Ņ ņ | N n Ņ ņ | N n Ņ ņ | N n Ņ ņ | N n Ņ ņ | N n Ņ ņ | N n Ņ ņ | N n     | N n Ņ ņ | N n Ņ ņ | N n     | N n Ņ ņ | N n Ņ ņ       |
| Ŋ ŋ | Ŋ ŋ Ŋ̒ ŋ̒    | Ŋ ŋ     | Ŋ ŋ     | Ŋ ŋ     | Ŋ ŋ     | Ŋ ŋ     | Ŋ ŋ     | Ŋ ŋ     | Ŋ ŋ     | Ŋ ŋ     | Ŋ ŋ     | Ŋ ŋ     | Ŋ ŋ     | Ŋ ŋ     | Ŋ ŋ     | Ŋ ŋ           |
| O o | O o        | O o Ō ō | O o     | O o     | O o     | O o Ō ō | O o Ō ō | O o Ō ō | O o Ō ō | O o     | O o Ō ō | O o     | O o     | O o     | O o     | O o           |
| Ɵ ɵ | —          | —       | Ɵ ɵ     | —       | Ɵ ɵ     | —       | —       | —       | Ɵ ɵ     | —       | —       | —       | —       | —       | —       | —             |
| P p | P p P̦ p̦    | P p P̦ p̦ | P p     | P p     | P p     | P p     | P p     | P p     | P p     | P p P̦ p̦ | P p     | P p     | P p     | P p     | P p     | P p P' p'     |
| Q q | —          | —       | Q q     | —       | Q q     | —       | —       | —       | —       | Q q     | Q q     | Q q     | Q q     | Q q     | Q q     | Q q Q' q'     |
| R r | R r Ŗ ŗ    | R r Ŗ ŗ | R r     | R r     | R r     | R r     | R r     | R r     | R r     | R r Ŗ ŗ | R r     | R r     | R r     | R r     | R r     | R r R' r'     |
| Ɍ ɍ | —          | —       | —       | —       | —       | —       | —       | —       | —       | —       | —       | —       | —       | Ɍ ɍ     | —       | —             |
| S s | S s Ș ș    | S s Ș ș | S s     | S s     | S s Ș ș | S s     | S s     | S s     | S s     | S s Ș ș | S s     | S s     | S s Ș ș | S s     | S s Ș ș | S s           |
| Ꞩ ꞩ | Ꞩ ꞩ Ꞩ̦ ꞩ̦    | —       | Ꞩ ꞩ     | Ꞩ ꞩ     | Ꞩ ꞩ     | —       | —       | —       | —       | —       | —       | —       | —       | —       | —       | —             |
| T t | T t Ț ț    | T t Ț ț | T t     | T t Ț ț | T t Ț ț | T t     | T t     | T t     | T t     | T t Ț ț | T t     | T t Ț ț | T t     | T t     | T t Ț ț | T t Ț ț T' t' |
| U u | U u        | U u Ū ū | U u     | U u     | U u     | U u     | U u     | U u Ū ū | U u Ū ū | U u     | U u Ū ū | U u     | U u     | U u     | U u     | U u           |
| V v | V v V̦ v̦    | —       | —       | —       | —       | —       | —       | —       | —       | V v V̦ v̦ | V v     | V v     | V v     | V v     | —       | V v           |
| W w | —          | W w     | W w     | W w     | W w     | W w     | W w     | W w     | W w     | W w     | W w     | W w     | W w     | W w     | W w     | —             |
| X x | X x X̦ x̦    | —       | —       | —       | —       | —       | —       | —       | X x     | X x     | —       | —       | X x     | X x     | —       | X x           |
| Y y | —          | —       | Y y     | —       | Y y     | —       | —       | —       | Y y     | —       | —       | —       | —       | —       | —       | —             |
| Z z | Z z Z̦ z̦    | Z z Z̦ z̦ | Z z     | —       | —       | —       | —       | —       | Z z     | Z z Z̦ z̦ | —       | —       | Z z     | —       | —       | Z z           |
| Ƶ ƶ | Ƶ ƶ Ƶ̦ ƶ̦    | —       | —       | —       | —       | —       | —       | —       | —       | —       | —       | —       | —       | Ƶ ƶ     | —       | —             |

## Mayor desarrollo
A partir de 1932 se comenzaron a publicar libros de texto en el ANU. El ANU también se utilizó para 15 de los 16 idiomas planificados (todos menos el idioma aleutiano). Según el censo de 1926 el 7,2% de las personas de estos pueblos eran analfabetos. Posteriormente esto empezaría a cambiar y los primeros libros se publicaron en nanai y khanty.
Después de 1937, fue abandonado y aquellas lenguas que había de continuar teniendo un sistema de escritura oficial adoptaron el cirílico. En la práctica, esto significó el fin de la escritura para muchas de estas lenguas minoritarias y paralizó su uso escrito durante las siguientes décadas.